# 岩野君夫
岩野 君夫（いわの きみお）は、日本の醸造学者。秋田県立大学名誉教授。新潟県出身。

## 略歴
- 1967年（昭和42年）3月 - 新潟大学農学部 農芸化学科 卒業
- 1967年（昭和42年）4月 - 国税庁に採用。
- 国税庁醸造試験所第5研究室（研究員、主任研究員、研究室長）
- 金沢国税局（大蔵技官）、東京国税局（鑑定官）、名古屋国税局（主任鑑定官）
- 1988年（昭和63年）7月 - 秋田県出向。秋田県商工労働部参事、秋田県醸造試験場長
- 1991年（平成3年）7月 - 国税庁醸造試験所　東広島開設準備室
- 国税庁醸造研究所　酵素工学研究室長
- 国税庁醸造研究所　情報指導室長
- 1999年（平成11年）3月 - 国税庁を退職
- 1999年（平成11年）4月 - 秋田県立大学　生物資源科学部　教授
- 2010年（平成22年）4月 - 秋田県立大学　特任教授
- 2011年（平成23年）3月 - 秋田県立大学を退職
- 2011年（平成23年）5月 - 秋田県立大学　名誉教授

## 受賞
- 1972年（昭和47年）6月 - （社）日本醸友会技術賞
- 1981年（昭和56年）9月 - （財）日本醸造協会伊藤保平賞
- 1988年（昭和63年）9月 - （財）日本醸造協会技術賞
- 1997年（平成9年）9月 - （財）日本醸造協会技術賞

## 学会
- 日本農芸化学会会員
- 日本生物工学会会員
- 日本醸造学会会員（編集委員）
- 応用糖質学会会員